# Hochglück
Der (oder auch das) Hochglück ist ein Berg mit einer Höhe von 2573 m ü. A. in der Hinterautal-Vomper-Kette des Karwendels in Tirol.
Sein Südgrat trägt den Kaiserkopf (2506 m ü. A.) und die Huderbankspitze (2319 m ü. A.). Die Überschreitung des gesamten Südgrats aus dem Vomper Loch über die beiden Gipfel im Südgrat bis zum Hochglück zählt zu den großen, langen und klassischen Gratklettereien des Karwendels (III).
Der Hochglück wird selten bestiegen. Besonders beliebt sind im Frühjahr jedoch das Hochglückkar und die Westliche Hochglückscharte (2387 m ü. A.), sobald  die Mautstraße in die Eng (Großer Ahornboden) ab Ende April geöffnet ist, tummeln sich an schönen Tagen viele Skifahrer auf dem Hochglück. Es handelt sich um eine sehr beliebte Frühjahrsskitour im Karwendel.